# Garrigues, Hérault
Garrigues är en kommun i departementet Hérault i regionen Occitanien i södra Frankrike. Kommunen ligger i kantonen Claret som tillhör arrondissementet Montpellier. År 2022 hade Garrigues 232 invånare.

## Befolkningsutveckling
Antalet invånare i kommunen Garrigues
Referens:INSEE